# Бе-200
Бе-200 «Альтаїр» — російський літак-амфібія (літаючий човен), розроблений ТАНТК імені Г. М. Берієва і вироблений на Іркутському авіаційному заводі. У 2008 році виробництво Бе-200 перенесено на ТАНТК імені Г. М. Берієва.
Розроблений на основі і з використанням ідей, закладених в попередника-амфібію А-40. Літак здатний злітати як з землі, так і з водної поверхні. Основні сфери застосування: гасіння пожеж, пошуково-рятувальні операції, охорона водних поверхонь, екологічні місії, перевезення пасажирів і вантажів.

## Історія створення
Рішення про початок робіт зі створення літака-амфібії було прийнято Постановою Уряду від 17 липня 1992 року № 497. Міністерству промисловості Російської Федерації доручили забезпечити розробку і будівництво в терміни:
- робочого проєктування — 1993 рік,
- будівництво двох дослідних літаків у 1994—1995 роках,
- початок льотних випробувань — 1994 рік,
- завершення сертифікаційних робіт — 1996 рік.

Передбачені кошти: 1,6 млрд в 1993—1995 роках за програмою розвитку цивільної авіації до 2000 року і 150 млн рублів з фонду конверсії в III кварталі 1992 року.
Будівництво трохи затягнулося і перший політ прототипу Бе-200ЧС відбувся 24 вересня 1998 року

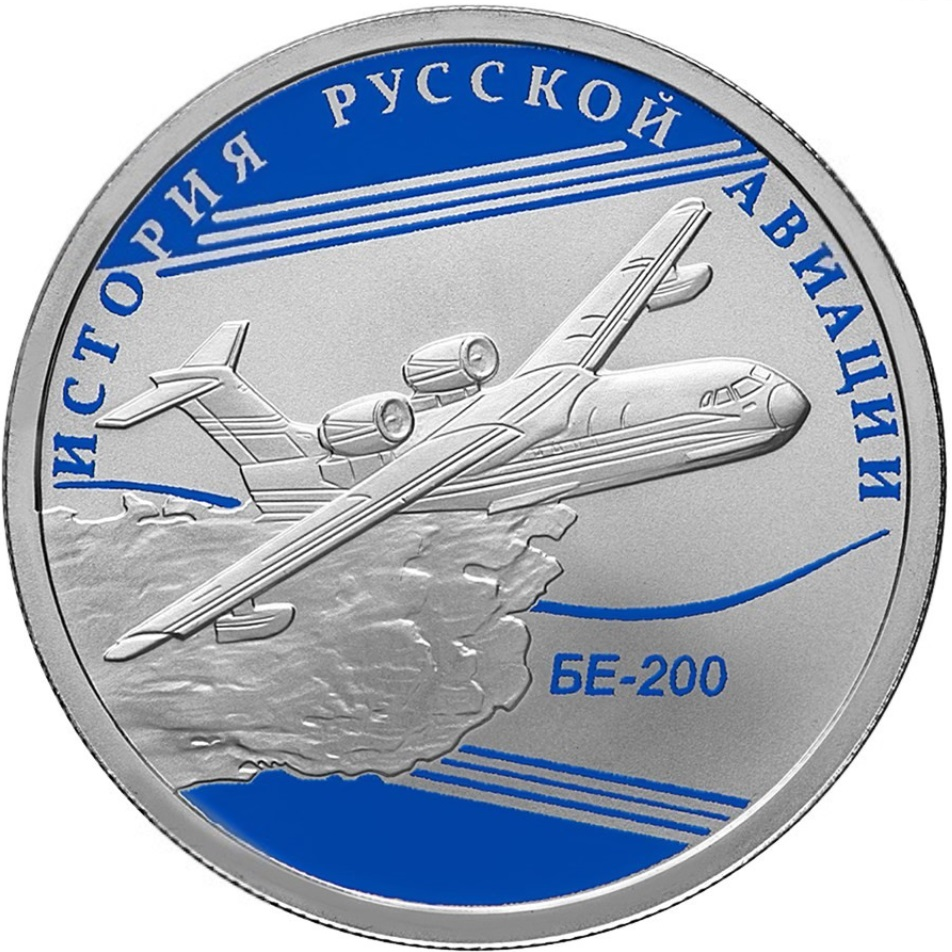
Пам'ятна монета Банку Росії (2014)

У 2008 році виробництво Бе-200 перенесено з Іркутського авіаційного заводу на ТАНТК імені Берієва (місто Таганрог). Іркутський авіазавод поставляє частину деталей для виробництва планерів, зокрема, крило літака. До моменту початку випуску в Таганрозі планувалося істотно вдосконалити літак.
Літаки Бе-200, випущені після 2011 року, обладнані кабіною екіпажу зі спеціально розробленим пілотажно-навігаційним комплексом ARIA-200, що дозволяє екіпажу з двох осіб одночасно виконувати літаководіння і вирішувати в автоматичному режимі наступні завдання:
- вихід на вогнище пожежі і акваторію забору води,
- захід на посадку на аеродроми, обладнані інструментальною (ILS) системою посадки по 1 і 2 категоріям ICAO,
- точне визначення взаємного положення в групі при поганій видимості, так звана скляна кабіна[3].

10 листопада 2010 року на модифікацію Бе-200ЧС (зазначений у сертифікаті як Be-200ES-E) був отриманий Європейський обмежений сертифікат типу (англ. Restricted Type Certificate).

## Конструкція
Літак-амфібія Бе-200-вільнонесучий високоплан зі стрілоподібним крилом, Т-подібним оперенням. Основні конструкційні матеріали планера-корозійностійкі алюмінієві і титанові сплави, а також леговані сталі. Ряд елементів конструкції виконані з композиційних матеріалів. Екіпаж — дві людини.
Фюзеляж — двореданний човен великого подовження зі змінною поперечною кілеватістю. Фюзеляж літака розділений водонепроникними перегородками на шість відсіків: носовий відсік, кабіна пілотів, вантажна кабіна, побутовий відсік, технічний відсік і кормовий відсік. По бортах човна встановлені бризко-відбивачі і гідродинамічні щитки, в середній частині днища встановлені дефлектори. До фюзеляжу в районі центроллана кріпляться бортові обтічники, що переходять в пілони маршових двигунів. У правому обтічнику розміщена допоміжна силова установка.
Кабіна пілота — тут розташовуються робочі місця льотчиків, побутове та радіоелектронне обладнання. У підпільному просторі кабіни знаходяться блоки пілотажно-навігаційного комплексу і систем реєстрації параметрів польоту. Ліхтар кабіни оснащений зсувними кватирками, що забезпечують аварійне покидання літака на суші і на воді.
Вантажна кабіна — передня частина кабіни це приймальний відсік, що використовується для спуску і підйому бортових плавзасобів і завантаження і вивантаження різних вантажів. Вантажна кабіна оснащена ілюмінаторами і двома блістерами для візуального пошуку цілей, біля яких обладнані місця спостерігачів. У задній частині вантажної кабіни знаходяться задні вхідні та експлуатаційні двері. Підлога вантажної кабіни водонепроникна і на ній кріпляться вузли для швартування вантажів. Підпільний простір вантажної кабіни займають водяні баки. Вантажна кабіна і кабіна пілотів обладнані системами обігріву та вентиляції.
Побутовий відсік — тут розташований гардероб і туалет.
Технічний відсік — тут знаходяться блоки радіозв'язного та радіонавігаційного обладнання, системи реєстрації польотної інформації та електропостачання.
Кормовий відсік — тут знаходяться акумулятори, а також механізми і агрегати управління водяним кермом.
- Крило — дволонжеронне, стрілоподібне і має геометричну крутку. Кесон крила утворений лонжеронами, нервюрами і панелями. Верхня панель крила монолітна, нижня — клепана. Кесони консолей крила є паливними баками. Механізація крила — на кожній консолі крила розташовані: три секції предкрилка, дві секції закрилка, елерон, два гальмівних щитка і три інтерцептори.
- Хвостове оперення — вільнонесуче, стріловидне. Горизонтальне оперення трапецієподібне, стабілізатор керований. Стабілізатор і кіль двухлонжеронной конструкції. Стабілізатор кріпиться до заднього лонжерону кіля на двох шарнірах і за допомогою механізму управління відхиляється від +4 г до -10 град.. Рулі висоти і кермо напрямку виконані з осьовою аеродинамічною компенсацією.
- Шасі — трьохстойкове з носовою опорою. Кожна стійка оснащена двома колесам. Колеса основних опор гальмівні. Носова опора керована від педалей управління літаком за допомогою гідроприводу. Під час польоту стійки шасі прибираються.
- Силова установка — два маршових двоконтурних турбореактивних двигуна і допоміжна силова установка. Повітрозабірники двигунів розташовуються на пілонах над крилом, що виключає потрапляння в них води при зльоті і посадці.
- Система управління — трьохканальна електродистанційна(інші мови).
- Пілотажно-навігаційне та радіозв'язне обладнання — об'єднано в бортовий комплекс і забезпечує управління літаком в будь-який час доби в простих і складних метеорологічних умовах екіпажем з двох пілотів.
- Морське вантажне обладнання — включає в себе водоруль, носовий буксирувальний пристрій, кормовий гак, стаціонарні швартовані качки на правому борту і знімні качки на окантовці грузолюка. На вимогу замовника встановлюється додаткове обладнання.
- Протипожежне обладнання — під підлогою вантажної кабіни розташовані дві групи водяних баків. Баки розділені поздовжніми перегородками на секції. Кожна секція оснащена стулкою для скидання води і дренажним патрубком, що з'єднує бак з атмосферою. У міжбаковому просторі за реданом човна є пристрій для забору води при глісуванні, пов'язані трубопроводами з водяними баками. Тут же розташовані агрегати системи заправки водою на аеродромі, пристрій для управління повітрозбірниками і приготування вогнегасних розчинів.

Під час глісування за 12-14 секунд літак бере на борт до 12 тонн води. Коли вогнище загоряння знаходиться на відстані до 10 км від водойми, Бе-200 на одній заправці може скинути на нього до 300 тонн води. Скидання води може здійснюватися як залпом, так і окремо з кожного бака, що значно підвищує ефективність пожежогасіння. На Бе — 200 встановлено обладнання здатне вивести літак до точки попереднього скидання води автоматично, що вкрай важливо для роботи в умовах задимлення.

## Модифікації

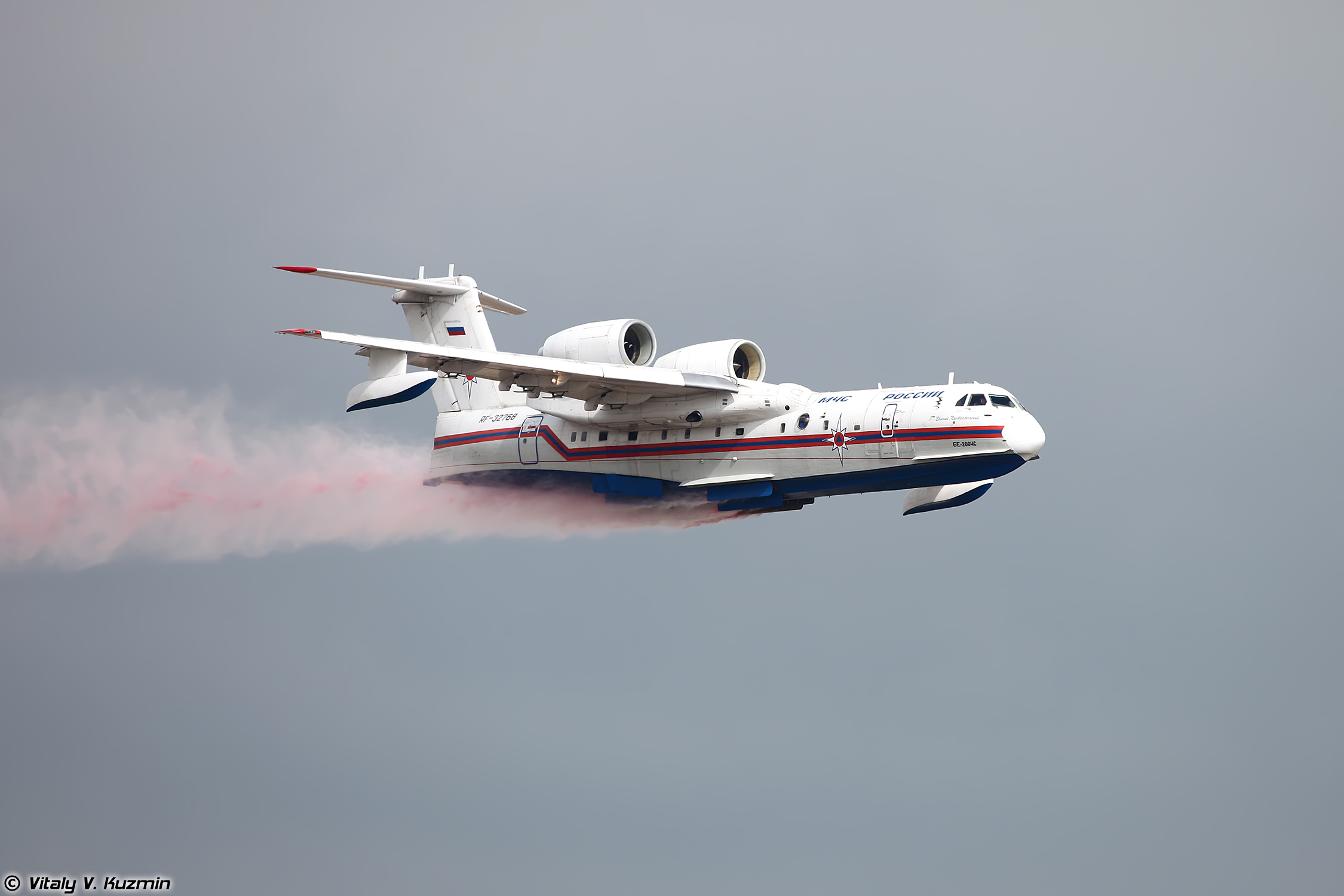
Бе-200ЧС на МАКС 2015.

| Назва моделі                 | Короткі характеристики, відмінності. |
| ---------------------------- | --- |
| Бе-200                       | Протипожежний літак-амфібія, побудований 1 екземпляр (перший політ 24 вересня 1998 року). |
| Бе-200П                      | Літак-амфібія патрульний, з обладнанням для тривалого перебування літака в повітрі і спостереження, зі збільшеним екіпажем до 9 осіб, з них 2 льотчика. |
| Бе-200ПС                     | Патрульний пошуково-рятувальний літак-амфібія, подальша модернізація Бе-200п, призначений для проведення пошуково-рятувальних операцій на суші та на воді. Оснащений спеціальним пошуковим і рятувальним обладнанням. Екіпаж складається з 2 льотчиків, 2 спостерігачів, бортмеханіка і 2 рятувальників. |
| Бе-200ЧС (він же Be-200ES-E) | Багатоцільовий літак-амфібія, будується серійно (перший політ 27 серпня 2002 року). |
| Бе-300 (проєкт)              | Багатоцільовий літак. Сухопутний варіант Бе-200. |

## Технічні характеристики
- Екіпаж: 2 людини
- Пасажиромісткість: до 43 пасажирів
- Довжина: 32,05 м
- Розмах крила: 32,70 м
- Висота: 8,90 м
- Площа крила: 117,44 м2
- Габарити кабіни (ДхШхВ): 18,7 м x 2,4 м x 1,8 м
- Маса порожній: 28000 кг
- Маса корисного навантаження: 5000 кг вантажу, а також
 12 м3 води в баках (8 секцій водяних баків, з можливістю одночасного або послідовного скидання)
- Максимальна злітна маса:  [6]
  - З суші: 41000 кг
  - З води: 37900 кг
  - З глісування: 43000 кг
- Силова установка: 2 × ТРДД Д-436ТП
- Тяга: 2 × 7500 кгс

Льотні характеристики:
- Максимальна швидкість: 700 км/год на висоті 7000 м
- Крейсерська швидкість: 550—610 км/год
- Швидкість при зльоті: 220 км/год
- Швидкість при посадці: 195 км/год
- Швидкість при наборі води: 180—200 км/год
- Практична дальність: 3100 км
- Практична стеля: 8100 м
- Швидкопідйомність: 8 м/с

Може експлуатуватися як з сухопутних аеродромів, так і з водойм при висоті хвилі до 1,2 м.

### Силова установка
Силова установка включає в себе два двоконтурних турбореактивних двигуна Д-436ТП розробка ЗМКБ «Прогрес». Випускали Мотор-Січ і УМПО. Також розглядалася можливість оснащення експортної версії двигунами Роллс-Ройс Еллісон, але це б зажадало провести заново 70 % робіт з сертифікації. Крім того, вже на 2008 рік здійснювалося тільки дрібносерійне виробництво двигунів BR-715, зважаючи на їх старіння.
З 19 лютого 2018 року Україною накладено заборону на постачання двигунів сімейства Д-436 в Росію. У зв'язку з чим в Об'єднаної двигунобудівної корпорації (ОДК) розпочалися заходи щодо заміни української силової установки на франко-російську силову установку SaM146. І вже 7 вересня цього ж року ОДК в рамках Міжнародної виставки «Гідроавіасалон-2018», що проходила в Геленджику, провела презентацію створеного проєкту. Але в квітні 2019 року Генпрокуратура РФ заборонила замінювати українські двигуни у російського літака-амфібії Бе-200 на мотори з деталями виробництва країн НАТО

## Використання
Лісові пожежі щорічно призводять до численних жертв і завдають мільярди доларів збитків по всьому світу. Одним з найефективніших засобів боротьби з лісовими пожежами є авіація. Тонни води, що скидаються з літака можуть погасити будь-яке джерело загоряння. Завдяки своїм унікальним характеристикам БЕ — 200 особливо ефективний у боротьбі з вогняною стихією.
З 2003 року Бе-200 використовується для гасіння лісових пожеж як в Росії, так і за кордоном.
- На початку січня 2015 року застосовувався МНС Росії задля пошуку уламків і жертв після аварії літака Airbus A320-216 авіакомпанії AirAsia в Яванському морі.
- На початку квітня 2015 року брав участь у рятувальній операції МНС Росії в Охотське море після катастрофи БАТМ «Далекий Схід».
- У вересні 2016 року два літаки-амфібії Бе-200чс МНС Росії загасили в Португалії 26 лісових пожеж, захистили від вогню 13 населених пунктів та 3 національних парки. Всього за час роботи було здійснено 122 скидання води загальною масою майже 1 500 тонн.
- У листопаді 2016 року літаки Бе-200 МНС Росії прибули в Ізраїль, за дорученням Президента РФ і відповідно до запиту ізраїльської сторони. Авіацією МНС Росії було здійснено 7 вильотів, вироблено 22 зливи води масою 264 тис.літрів (за одну заправку паливом Бе-200чс може скинути до 270 тонн води, працюючи на видаленні від аеродрому в радіусі до 100 км). Літаки не тільки гасили пожежі в Ізраїлі, а й здійснювали моніторинг лісопожежної обстановки, що дозволило не допустити поширення пожеж.
- 2019: участь у гасінні лісових пожеж в Сибіру.
- 2021: участь у гасінні лісових пожеж у Туреччині, Кіпрі.

## Катастрофи
| Дата     | Бортовий номер | Місце катастрофи | Жертви | Короткий опис |
| -------- | -------------- | ---------------- | ------ | --- |
| 11.08.21 | RF-88450       | Кахраманмараш    | 8 / 8  | Літак "Олександр Мамкін" ВМФ Росії розбився під час гасіння пожежі в горах. Загинули 8 осіб - 5 членів екіпажу військовослужбовців Росії та троє представників Туреччини. |

## Експлуатанти та замовники

### Експлуатанти
Росія:
- ТАНТК імені Г. М. Берієва — 2 літаки (дослідні екземпляри, № 01 та № 02)[12]. У разі підписання контракту на поставку Бе — 200 в будь-яку країну ці літаки планується передавати у тимчасове користування (лізинг) до початку поставок замовлених літаків[13].
- МНС Росії — 12 літаків[14][15].
- Авіація ВМФ Росії — 2 літаки[16].

 Азербайджан:
- МНС Азербайджану — 1 літак[12]. Бе-200ЧС отриманий на початку травня 2008 року[17].

## Галерея

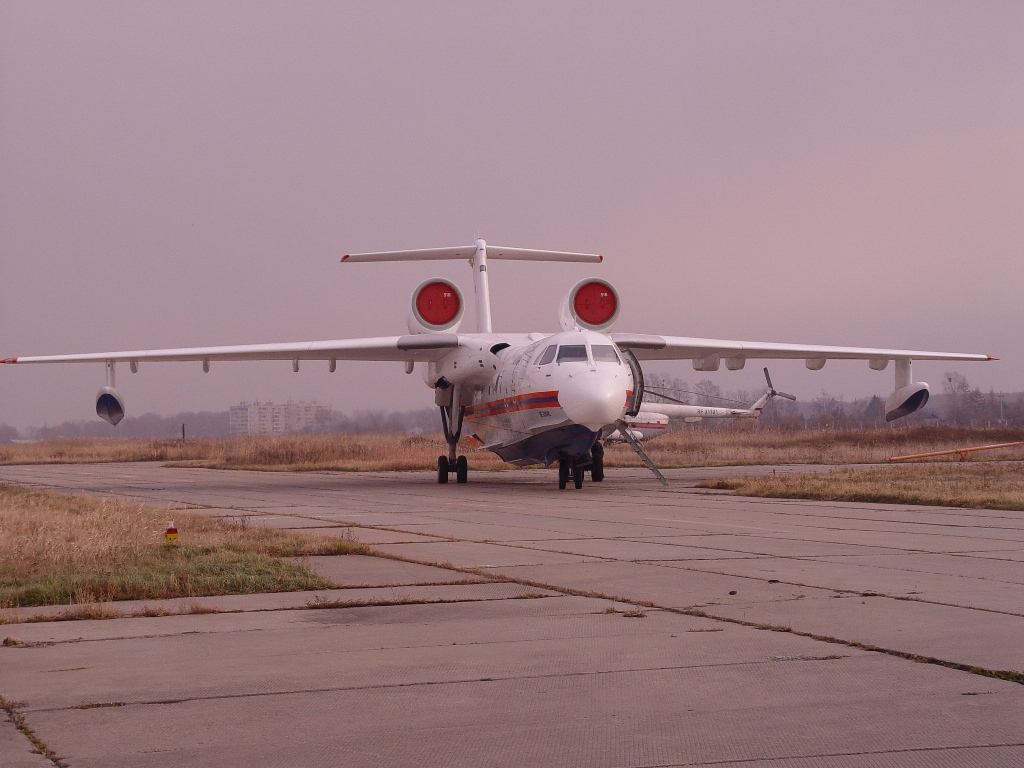
Бе-200 на аеродромі Великий, Хабаровськ .
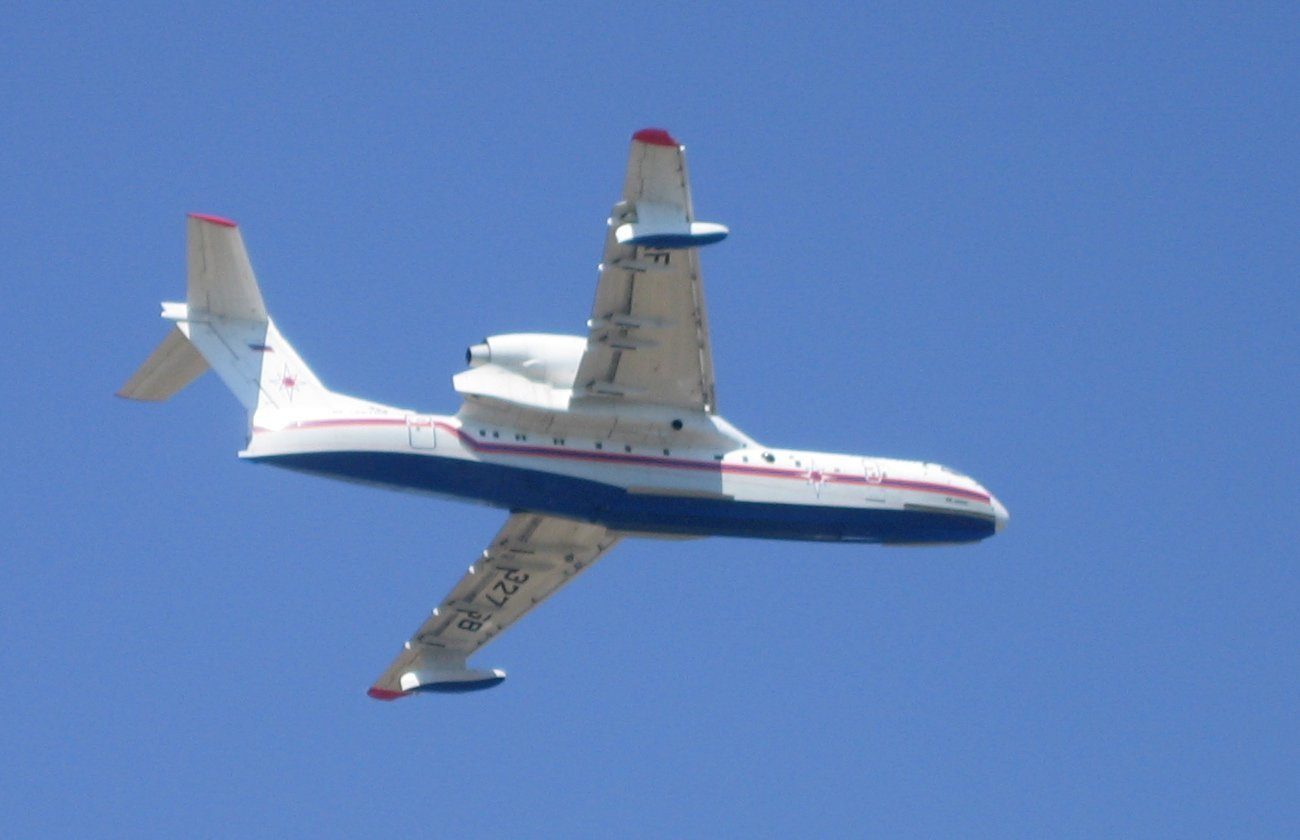
Бе-200 бере участь в гасінні пожеж в Греції . Афіни, 2007 рік .
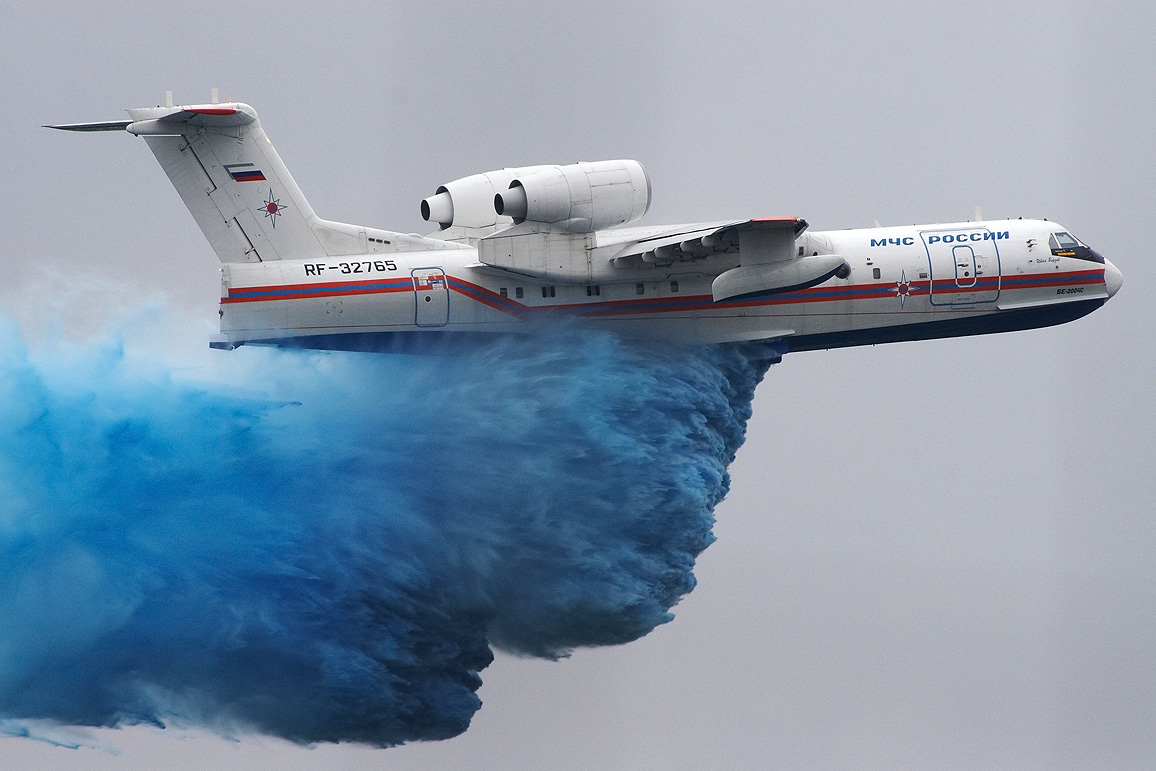
Бе-200 на авіасалоні МАКС 2011 року.
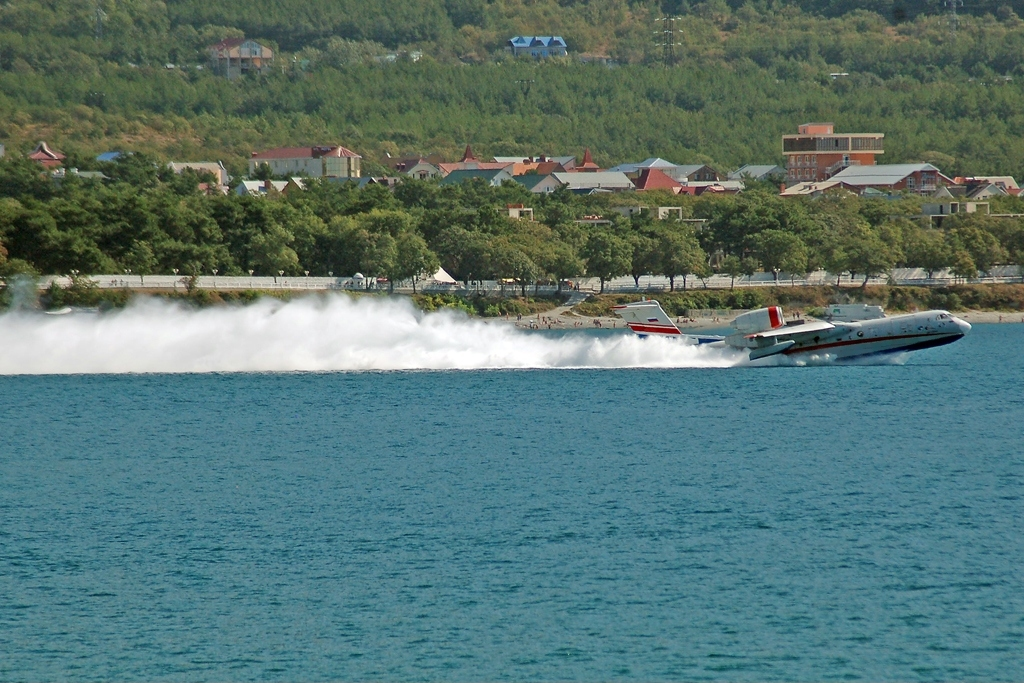
Бе-200 злітає з води. Геленджик.